# Nagybányai művésztelep

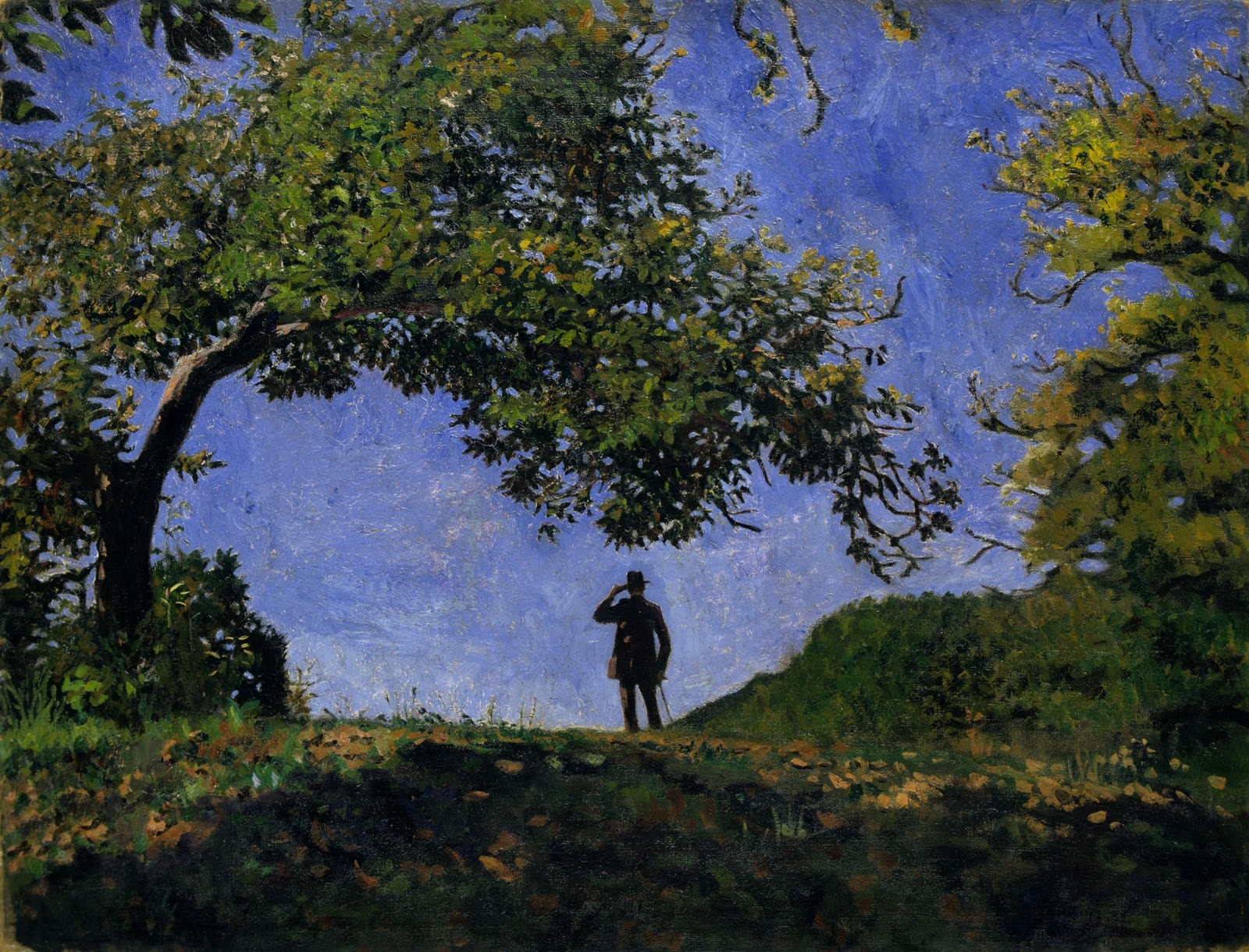
Ferenczy Károly Dombtetőn (1901)

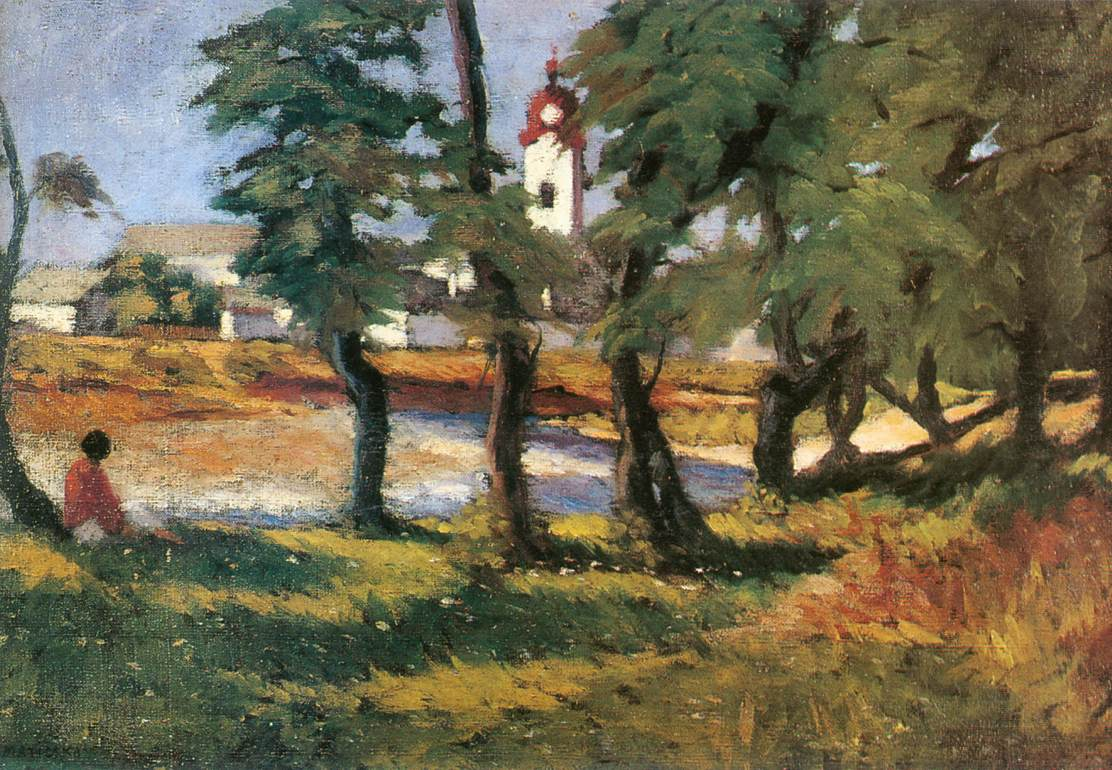
Maticska Jenő Nagybányai táj

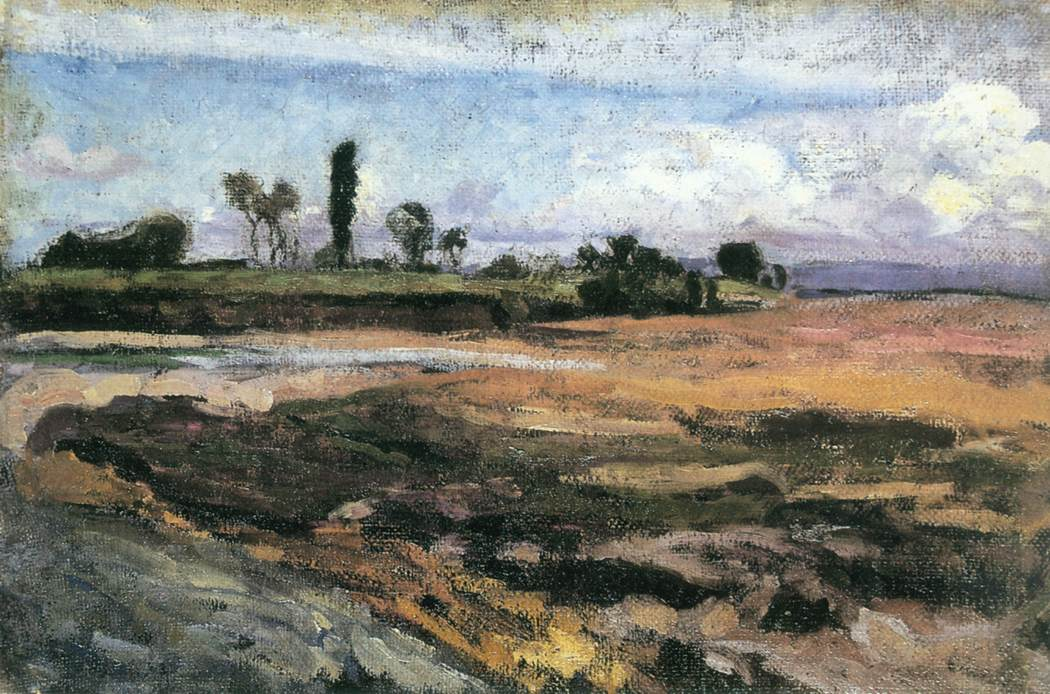
Maticska Jenő A Zazar partján

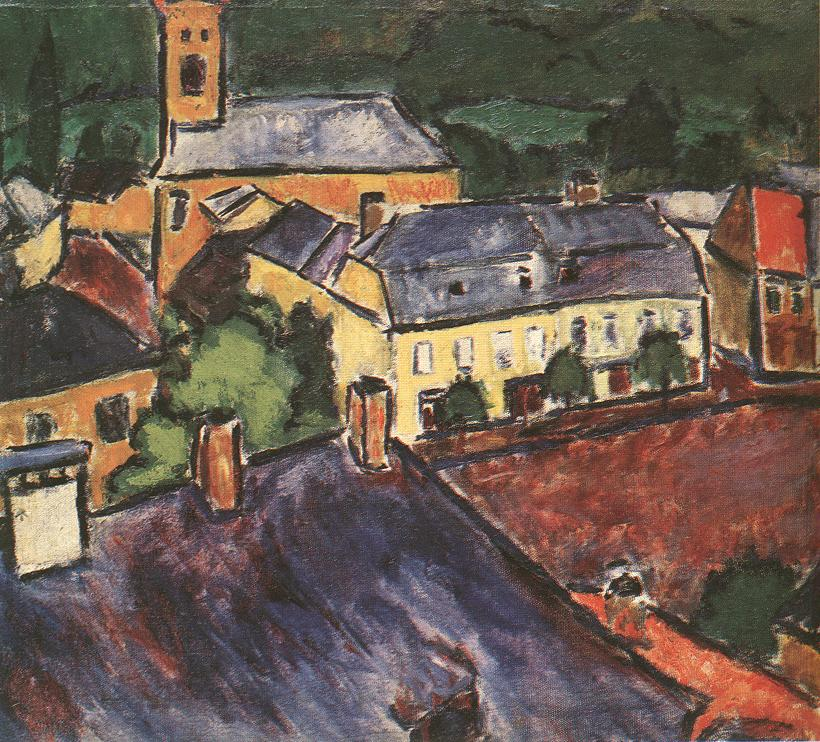
Galimberti Sándor: Nagybánya, c. 1910

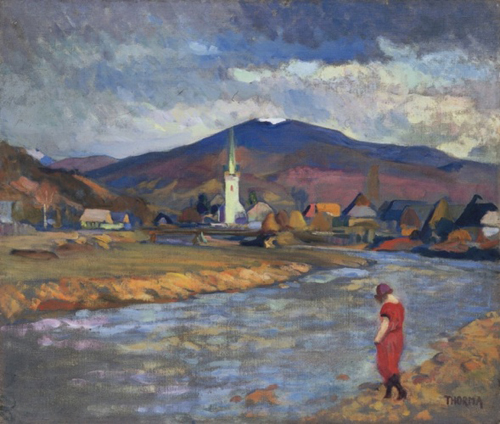
Thorma János Tavasz Nagybányán (1934)

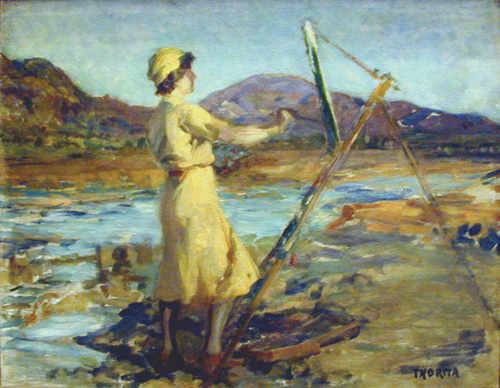
Thorma János Festőnő (1934)

A nagybányai festőiskola a modern magyar festőművészetet elindító mozgalom, ami 1896-tól kezdve a nagybányai művésztelepen bontakozott ki, és csak a második világháború vetett véget működésének. A művésztelep 1902-től szabad iskolává alakult, ahol az új magyar festőgeneráció majd minden jelentős alakja megfordult. Az iskola fő érdeme, hogy a naturalizmus és a plein air irányzat eredményeit meghonosította. A korai időszakban a nagybányai stílus legmeghatározóbb egyénisége Ferenczy Károly volt. A többi alapítók: Hollósy Simon, Réti István, Ferenczy Károly, Thorma János, Iványi-Grünwald Béla.
Az iskola a 20. század első felében mindvégig nagy hatással volt a hazai festőművészekre, hatása érvényesült a MIÉNK, a Nyolcak, a Szinyei Merse Pál Társaság, a KUT, az alföldi festők, de még a szentendrei iskola, a miskolci művésztelep festőinél is, át meg áthatotta a magyar festőművészetet, ez volt az első festőiskola, melynek munkásságát a magyar közönség keblére ölelte s tisztelte.

## Alapítók betűrendben
- Ferenczy Károly
- Hollósy Simon
- Iványi Grünwald Béla
- Réti István
- Thorma János

## Az első külön kiállítások művészei
- Csók István[1]
- Faragó József
- Horthy Béla
- Glatz Oszkár
- Kubinyi Sándor
- Nyilasy Sándor
- Béli Vörös Ernő

## A nagybányai második nemzedék

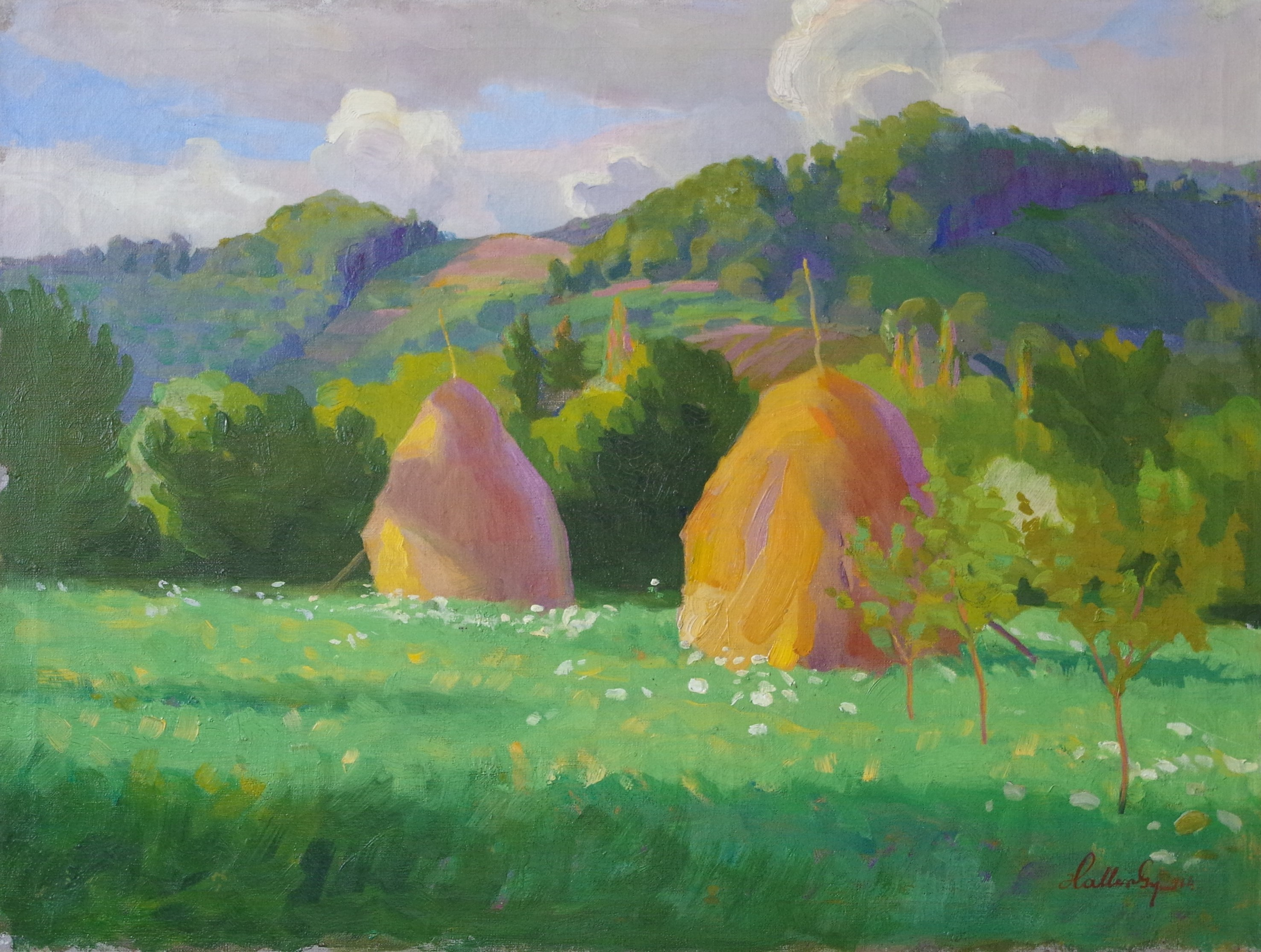
Haller György Nagybányai boglyák (1914. olaj, vászon)

- Maticska Jenő
- Jakab Zoltán
- Réthy Károly
- Börtsök Samu
- Galimberti Sándor
- Csáktornyai Zoltán
- Komoróczy Iván
- Mikola András
- Ferenczy Valér
- Ferenczy Béni
- Ferenczy Noémi
- Rátz Péter
- Krizsán János
- Krizsánné Csíkos Antónia
- Ziffer Sándor
- Perlrott-Csaba Vilmos
- Bornemisza Géza
- Haller György Nagybányai boglyák (1914. olaj, vászon)Haller György

## A nagybányai harmadik nemzedék
- Boldizsár István
- Gróf Teleki Ralph
- Pirk János
- Thorma Jánosné Kiss Margit